# Etsuro Sotoo

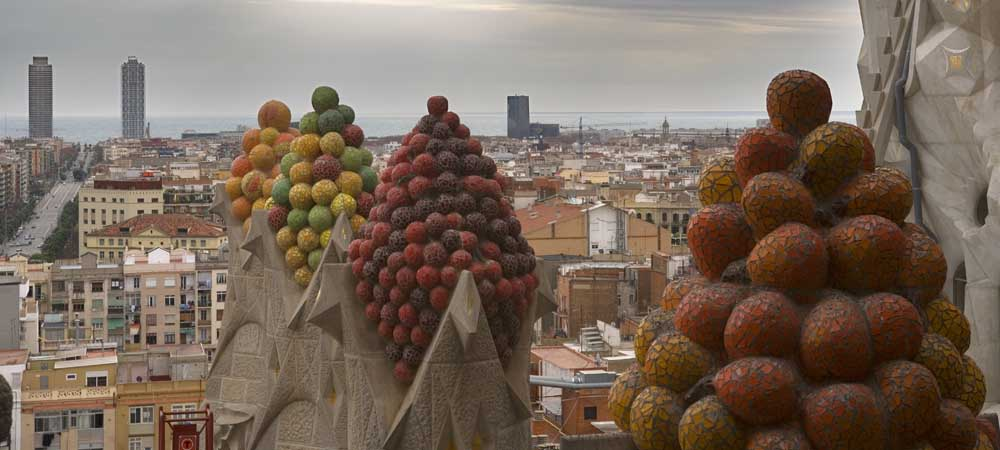
Cistells de fruites dels pinacles de la Sagrada Família, d'Etsuro Sotoo.

Etsuro Sotoo (Fukuoka, 1953) és un escultor japonès molt influenciat per Antoni Gaudí. El seu interès per Gaudí el portà a convertir-se al catolicisme. Les seves obres més destacades són les que ha fet a la Sagrada Família.

## Biografia
El 1978 va visitar Barcelona i es va quedar impressionat per la Sagrada Família. Demanà treball com a picapedrer i, després de passar una prova, li'l van donar. Des de llavors treballa a la façana del Naixement, seguint les indicacions que deixà Antoni Gaudí. El seu estudi i admiració per Gaudí el van portar, als 37 anys, a convertir-se al catolicisme. Al seu Japó natal l'apel·len el "Gaudí japonès".

## Obra

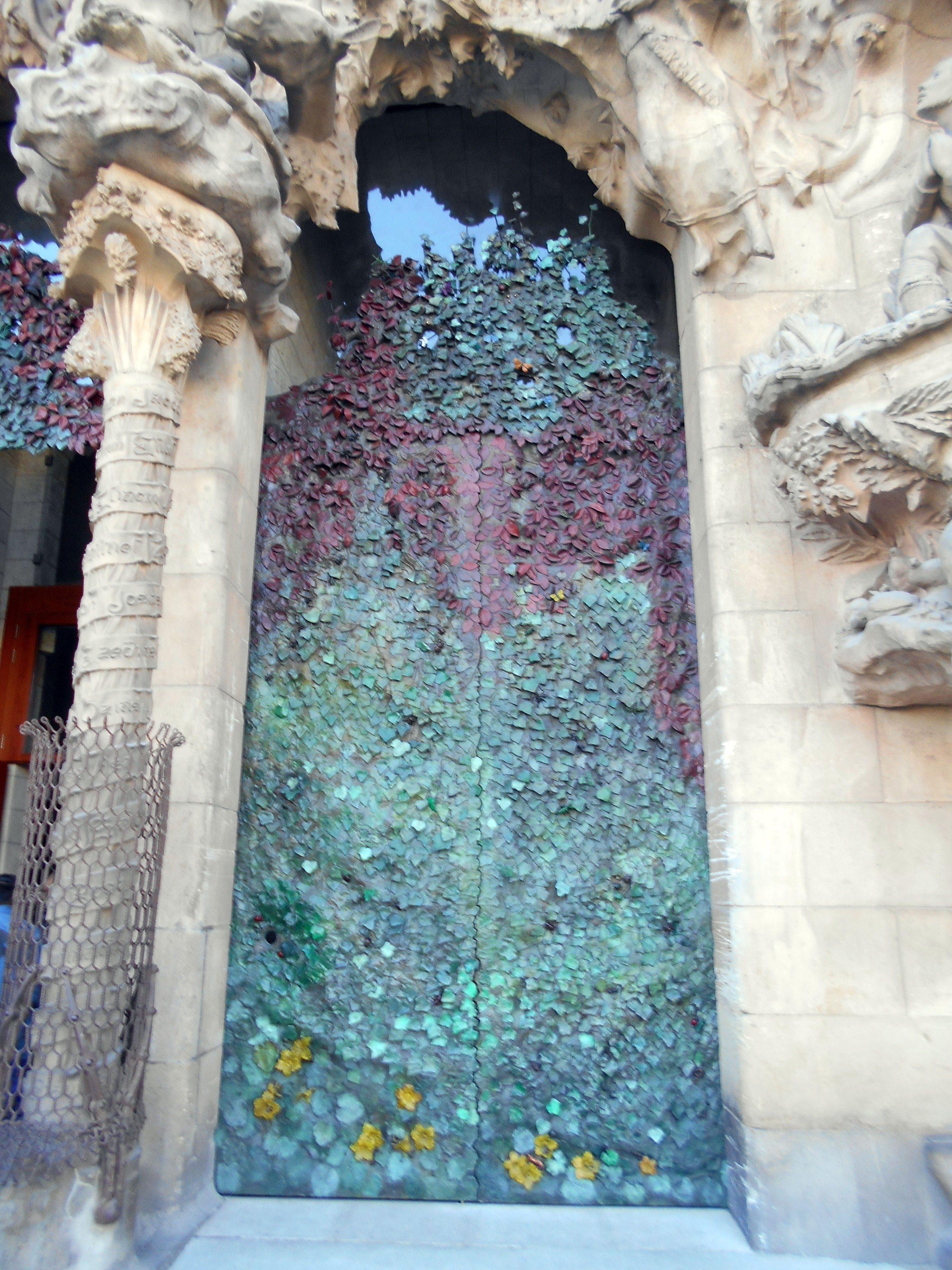
Porta de la Caritat a la façana del Naixement de la Sagrada Família, d'Etsuro Sotoo.

Entre les escultures de la Sagrada Família, s'hi troben quinze grups escultòrics de la façana del Naixement del temple, que inclouen les figures dels àngels músics, així com els cistells de fruites que coronen els pinacles del temple. Així mateix, ha dissenyat les portes instal·lades el 2014 a la façana del Naixement, d'alumini policromat i cristall, decorades amb vegetació, insectes i petits animals. S'ha encarregat també de restaurar les escultures de la Porta del Rosari, danyades durant la Guerra Civil Espanyola, i treballa en el disseny de les campanes tubulars que Gaudí pensà instal·lar a les torres-campanar de les tres façanes de la Sagrada Família. També vol recuperar l'escultura que Gaudí dissenyà per a coronar La Pedrera.
Sotoo és autor també d'un monument commemoratiu del 150 aniversari de la firma Louis Vuitton a Barberà del Vallès, així com de l'escultura de Josepmaria Escrivá de Balaguer per a l'església de Montalegre a Barcelona. Al Japó és autor de El vell i la noia i Naixement al Chohachi Art Museum de Matsuzaki, així com Cinc elements a l'Institut de Fukuoka, monument de 1500 m² dedicat a l'aigua, el vent, el cel, el foc i la terra.